# هينينج لارسن (دراج دنماركي)
هينينج لارسن (بالدنماركية: Henning Larsen)‏ هو دراج دنماركي، ولد في 12 أبريل 1955 في Fraugde ‏ في الدنمارك، وتوفي في 2011.

## وصلات خارجية
- هينينج لارسن على موقع أرشيف الدراجات (الإنجليزية)
- هينينج لارسن على موقع أوليمبيديا (الإنجليزية)